# Campionati italiani di triathlon del 2003
I Campionati italiani di triathlon del 2003 (XV edizione) sono stati organizzati dalla Federazione Italiana Triathlon e si sono tenuti a Castiglione del Lago in Umbria, in data 31 maggio 2003.
Tra gli uomini ha vinto Emilio D'Aquino ( Carabinieri), mentre la gara femminile è andata a Nadia Cortassa (Silca Ultralite).

## Risultati

### Élite uomini
| Pos. | Atleta                | Società sportiva             | Nuoto    | Bici     | Corsa    | Totale   |
| ---- | --------------------- | ---------------------------- | -------- | -------- | -------- | -------- |
|      | Emilio D'Aquino       | Carabinieri                  | 00:18:34 | 00:54:39 | 00:31:45 | 01:44:58 |
|      | Marco Salamon         | Fri Team                     | 00:20:50 | 00:52:25 | 00:32:24 | 01:45:39 |
|      | Gianfranco Mione      | Peperoncino Team             | 00:19:25 | 00:53:50 | 00:32:33 | 01:45:48 |
| 4    | Alessandro Bottoni    | Fiamme Azzurre               | 00:18:37 | 00:54:33 | 00:32:43 | 01:45:53 |
| 5    | Fabio Guidelli        | Maranello Triathlon          | 00:18:43 | 00:54:17 | 00:32:59 | 01:45:59 |
| 6    | Fabrizio Baralla      | Maranello Triathlon          | 00:18:46 | 00:54:26 | 00:32:52 | 01:46:04 |
| 7    | Fabrizio Ferraresi    | Molinari Triathlon Team Como | 00:19:38 | 00:53:33 | 00:33:03 | 01:46:14 |
| 8    | Andrea D'Aquino       | Carabinieri                  | 00:18:31 | 00:54:39 | 00:33:08 | 01:46:18 |
| 9    | Alessandro Degasperi  | Dolomitica                   | 00:18:30 | 00:54:39 | 00:33:28 | 01:46:37 |
| 10   | Danilo Brustolon      | G.P. Triathlon               | 00:19:37 | 00:53:36 | 00:33:27 | 01:46:40 |
| 11   | Giorgio Roveda        | DDS                          | 00:19:22 | 00:53:53 | 00:33:40 | 01:46:55 |
| 12   | Jonathan Ciavattella  | G.P. Triathlon               | 00:18:24 | 00:54:48 | 00:34:04 | 01:47:16 |
| 13   | Gabriele Pertusati    | Silca Ultralite              | 00:18:36 | 00:54:21 | 00:34:19 | 01:47:16 |
| 14   | Stefano Mosconi       | B2K Triathlon                | 00:20:42 | 00:54:10 | 00:32:43 | 01:47:35 |
| 15   | Maurizio Carta        | Minerva Roma                 | 00:21:19 | 00:51:34 | 00:35:03 | 01:47:56 |
| 16   | Leonardo Fiorella     | Fiamme Oro                   | 00:18:29 | 00:54:46 | 00:35:10 | 01:48:25 |
| 17   | Luca Villa            | Fiamme Oro                   | 00:19:39 | 00:53:37 | 00:35:12 | 01:48:28 |
| 18   | Edoardo Piantanida    | Pro Patria Acros             | 00:19:50 | 00:53:26 | 00:35:22 | 01:48:38 |
| 19   | Michele Loss Frizzera | CUS Trento CTT               | 00:19:32 | 00:53:41 | 00:35:45 | 01:48:58 |
| 20   | Francesco Sommariva   | Dolomitica                   | 00:18:40 | 00:54:35 | 00:35:50 | 01:49:05 |

### Élite donne
| Pos. | Atleta               | Società sportiva      | Nuoto    | Bici     | Corsa    | Totale   |
| ---- | -------------------- | --------------------- | -------- | -------- | -------- | -------- |
|      | Nadia Cortassa       | Silca Ultralite       | 00:20:18 | 01:02:50 | 00:35:10 | 01:58:18 |
|      | Beatrice Lanza       | KTM Triathlon         | 00:20:19 | 01:02:47 | 00:35:25 | 01:58:31 |
|      | Silvia Gemignani     | DDS                   | 00:19:45 | 01:03:25 | 00:37:48 | 02:00:58 |
| 4    | Stefania Bonazzi     | Progetto Vista        | 00:22:09 | 01:01:57 | 00:37:57 | 02:02:03 |
| 5    | Edith Niederfriniger | Läufer Club Bozen     | 00:21:06 | 01:03:27 | 00:37:57 | 02:02:30 |
| 6    | Daniela Chmet        | DDS                   | 00:21:09 | 01:02:58 | 00:38:29 | 02:02:36 |
| 7    | Manuela Ianesi       | Läufer Club Bozen     | 00:20:22 | 01:02:50 | 00:39:29 | 02:02:41 |
| 8    | Giunia Chenevier     | Valle d'Aosta         | 00:20:15 | 01:02:52 | 00:39:50 | 02:02:57 |
| 9    | Elisa Battistoni     | DDS                   | 00:20:22 | 01:02:49 | 00:40:42 | 02:03:53 |
| 10   | Valentina Filipetto  | Silca Ultralite       | 00:20:35 | 01:03:33 | 00:41:32 | 02:05:40 |
| 11   | Adelaide Cappellini  | Fiamme Oro            | 00:21:03 | 01:03:08 | 00:42:18 | 02:06:29 |
| 12   | Marialuisa Tavernini | CUS Trento CTT        | 00:19:32 | 01:03:38 | 00:45:50 | 02:09:00 |
| 13   | Laura Manzecchi      | Edera Triathlon Forlì | 00:24:38 | 01:05:34 | 00:40:44 | 02:10:56 |
| 14   | Anita Motta          | DDS                   | 00:20:39 | 01:03:55 | 00:46:43 | 02:11:17 |
| 15   | Daniela Gibertini    | Maranello Triathlon   | 00:24:25 | 01:05:45 | 00:41:14 | 02:11:24 |
| 16   | Francesca Ricchetti  | Maranello Triathlon   | 00:23:12 | 01:06:59 | 00:41:46 | 02:11:57 |
| 17   | Veronica Chiusole    | Maranello Triathlon   | 00:25:42 | 01:07:19 | 00:40:07 | 02:13:08 |
| 18   | Francesca Zampieri   | Fumane Triathlon      | 00:22:34 | 01:06:38 | 00:45:08 | 02:14:20 |
| 19   | Dina Braguti         | DDS                   | 00:22:34 | 01:07:40 | 00:44:49 | 02:15:03 |
| 20   | Michelle Palmisano   | Iron Team             | 00:22:46 | 01:06:25 | 00:46:30 | 02:15:41 |